# Ireligiozita

Ireligiozita v zemích světa dle populace, 2010

Ireligiozita je absence náboženského vyznání, nezájem, odmítnutí nebo nepřátelství vůči němu. Pokud se charakterizuje jako nezájem o náboženství, zahrnuje apateismus. Pokud se charakterizuje jako odmítnutí náboženského vyznání, zahrnuje otevřený ateismus, odpadnutí od víry a sekulární humanismus. Pokud se charakterizuje jako nepřátelství vůči náboženství, zahrnuje antiklerikalismus, antiteismus a antináboženství. Pokud se charakterizuje jako absence náboženské víry, může zahrnovat deismus, implicitní ateismus, agnosticismus nebo pandeismus. Ireligiozita může zahrnovat formy teismu, záleží na náboženském kontextu, proti kterému se definuje. Novým fenoménem je SBNR.
Při sčítání lidu také mohou „Bez náboženství“ uvést v kolonce Víra lidé, kteří nevyznávají žádné z formulářem nabízených náboženství pokud sčítací formulář nemá možnost vypsání libovolné odpovědi. Tato praxe zkresluje výsledky u občanů, kteří vyznávají náboženství jiná, například pohanství nebo jediismus, anebo jsou věřícími bez církevní příslušnosti. Tuto možnost je třeba brát v potaz při práci se statistikami a dotazníky ohledně víry obecně, jelikož uvedení nepravdivé odpovědi zapříčiňuje nepřesný obraz skutečnosti ve výsledcích daného dotazování a může vést k chybným závěrům na jejich podkladě.
Podle sčítání z roku 2012 bylo 36 % světové populace bez náboženského vyznání a mezi lety 2005 a 2012 podíl věřících klesl o devět procentních bodů.
Následující tabulka udává procento populace země, které udává počet lidí bez vyznání (od nejvyššího procenta po nejnižší).
| Země                   | Procento populace bez vyznání | Datum a zdroj      |
| ---------------------- | ----------------------------- | ------------------ |
| Česko                  | 75,0                          | [ 3 ]              |
| Estonsko               | 70,4                          | [ 4 ]              |
| Nizozemsko             | 68                            | [ 4 ] [ 5 ]        |
| Vietnam                | 46,1–81 (průměr 63,55)        | [ 4 ] [ 6 ]        |
| Dánsko                 | 43–80 (průměr 61,5)           | [ 4 ]              |
| Německo                | 59                            | [ 7 ]              |
| Švédsko                | 46–85 (průměr 54)             | [ 4 ]              |
| Albánie                | 52                            | [ 8 ] [ 9 ] [ 10 ] |
| Spojené království     | 39–65 (průměr 52)             | 2011               |
| Japonsko               | 51,8                          | [ 6 ]              |
| Ázerbájdžán            | 51                            | [ 12 ]             |
| Čína                   | 8–93 (průměr 50,5)            | [ 4 ] [ 6 ] [ 13 ] |
| Francie                | 43–54 (průměr 48,5)           | [ 4 ]              |
| Rusko                  | 48,1                          | [ 6 ]              |
| Bělorusko              | 47,8                          | [ 6 ]              |
| Jižní Korea            | 46,5                          | [ 6 ] [ 14 ]       |
| Finsko                 | 28–60 (průměr 44)             | [ 4 ]              |
| Maďarsko               | 42,6                          | [ 6 ]              |
| Ukrajina               | 42,4                          | [ 6 ]              |
| Island                 | 42                            | 2012               |
| Nový Zéland            | 41,9                          | [ 16 ]             |
| Lotyšsko               | 40,6                          | [ 6 ]              |
| Belgie                 | 35,4                          | [ 6 ]              |
| Chile                  | 33,8                          | [ 6 ]              |
| Spojené státy americké | 28                            | [ 17 ]             |
| Ekvádor                | 30                            | [ 15 ]             |
| Lucembursko            | 29,9                          | [ 6 ]              |
| Slovinsko              | 29,9                          | [ 6 ]              |
| Uruguay                | 29,4                          | [ 6 ]              |
| Venezuela              | 27,0                          | [ 6 ]              |
| Kanada                 | 23,9                          | 2011               |
| Španělsko              | 23,3                          | [ 19 ]             |
| Slovensko              | 23,8                          | 2021               |
| Austrálie              | 22,3                          | [ 20 ]             |
| Švýcarsko              | 21,4                          | 2012               |
| Mexiko                 | 20,5                          | [ 6 ]              |
| Litva                  | 19,4                          | [ 6 ]              |
| Itálie                 | 17,8                          | [ 6 ]              |
| Argentina              | 16                            | [ 22 ]             |
| Jižní Afrika           | 15,1                          |                    |
| Chorvatsko             | 13,2                          | [ 6 ]              |
| Rakousko               | 12,2                          | [ 6 ]              |
| Portugalsko            | 11,4                          | [ 6 ]              |
| Portoriko              | 11,1                          | [ 6 ]              |
| Bulharsko              | 11,1                          | [ 6 ]              |
| Filipíny               | 10,.9                         | [ 6 ]              |
| Brazílie               | 8,0                           | [ 23 ]             |
| Irsko                  | 7,0                           | [ 24 ]             |
| Indie                  | 6,6                           | [ 6 ]              |
| Srbsko                 | 5,8                           | [ 6 ]              |
| Peru                   | 4,7                           | [ 6 ]              |
| Polsko                 | 4,6                           | [ 6 ]              |
| Řecko                  | 4,0                           | [ 6 ]              |
| Turecko                | 2,5                           | [ 6 ]              |
| Rumunsko               | 2,4                           | [ 6 ]              |
| Tanzanie               | 1,7                           | [ 6 ]              |
| Malta                  | 1,3                           | [ 6 ]              |
| Írán                   | 1,1                           | [ 6 ]              |
| Uganda                 | 1,1                           | [ 6 ]              |
| Nigérie                | 0,7                           | [ 6 ]              |
| Thajsko                | 0,27                          | [ 25 ]             |
| Bangladéš              | 0,1                           | [ 6 ]              |